# 蕭宝貞
蕭 宝貞（蕭寶貞、しょう ほうてい、生年不詳 - 中興2年3月13日（502年4月5日））は、南朝斉の皇族。桂陽王。明帝蕭鸞の十一男。

## 経歴
蕭鸞と許淑媛のあいだの子として生まれた。永元2年（500年）5月、中護軍・北中郎将となり、領石頭戍事をつとめた。
中興2年3月辛丑（502年4月5日）、謀反の罪で処刑された。

## 伝記資料
- 『南斉書』巻50 列伝第31
- 『南史』巻44 列伝第34